# 柳田賞
柳田賞（やなぎたしょう）は、日本の学術賞。柳田国男賞。
1962年に日本の民俗学を開拓した柳田國男が没し、その業績を記念し創設。民俗学の業績に対して授与される。主催は成城大学内柳田賞委員会で、日本民俗学会が推薦を行う。2018年度で終えた。

## 歴代受賞者・受賞作

### 第1回から第10回
第1回 1962 桜井徳太郎『講集団成立過程の研究』、下野敏見『種子島民俗』『種子島漁業習俗』
第2回 1963 岩崎敏夫「本邦小祠の研究」
第3回 1964 小野重朗「南九州の柴祭、打植祭の研究」、竹田旦「民俗慣行としての隠居の研究」
第4回 1965 該当者なし
第5回 1966 堀田吉雄『山の神信仰の研究』、直江広治『屋敷神の研究』
第6回 1967 該当者なし
第7回 1968 上毛民俗学会（代表・上野勇）「北橘村の民俗」ほか一連の群馬県民族調査
第8回 1969 西谷勝也『季節の神々』
第9回 1970 向山雅重『信濃民俗記』、千葉徳爾『狩猟伝承の研究』
第10回 1971 喜舎場永珣『八重山古謡』

### 第11回から第20回
第11回 1972 該当者なし
第12回 1973 北見俊夫『日本海上交通史の研究』
第13回 1974 戸川安章『出羽三山修験道の研究』
第14回 1975 内田武志『菅江真澄全集』解題と研究
第15回 1976 該当者なし
第16回 1977 関敬吾『日本の昔話』
第17回 1978 天野武『若者組の研究』
第18回 1979 該当者なし
第19回 1980 石塚尊俊『西日本諸神楽の研究』
第20回 1981 瀬川清子『女の民俗誌―そのけがれと神秘』、坂口一雄『伊豆諸島民俗考』

### 第21回から第30回
第21回 1982 岡山民俗文化学会「岡山民俗文化論集」
第22回 1983 該当者なし
第23回 1984 桂井和雄『土佐民俗選集』
第24回 1985 該当者なし
第25回 1986 牛尾三千夫『神楽と神がかり』、亀山慶一『漁民文化の民族研究』
第26回 1987 該当者なし
第27回 1988 酒井卯作『琉球列島における死霊祭祀の構造』
第28回 1989 該当者なし
第29回 1990 三浦秀宥『荒神とミサキ』、田辺悟『日本蜑人伝統の研究』
第30回 1991 根岸謙之助『医療民俗学論』、平敷令治『沖縄の祭祀と信仰』

### 第31回から第40回
第31回 1992 本田安次『沖縄の祭と芸能』
第32回 1993 高松敬吉『巫俗と他界観の民俗学的研究』
第33回 1994 該当者なし
第34回 1995 橘礼吉『白山麓の焼畑農耕』
第35回 1996 該当者なし
第36回 1997 神野善治『人形道祖神』
第37回 1998 該当者なし
第38回 1999 該当者なし
第39回 2000 宮田登『日本人と宗教』、小島瓔礼『太陽と稲の神殿』
第40回 2001 該当者なし

### 第41回から第53回
第41回 - 第45回：未詳
第46回 2010 三田村佳子『風流としてのオフネ』
第47回 2012 新潟県民俗学会
第48回 2013 増田昭子『在来作物を受け継ぐ人々－種子は万人のもの』
第49回 2014 蒲池勢至『真宗民俗史論』
第50回 2015 山陰民俗学会
第51回 2016 加能民俗の会
第52回・第53回：未詳